# Planeberg

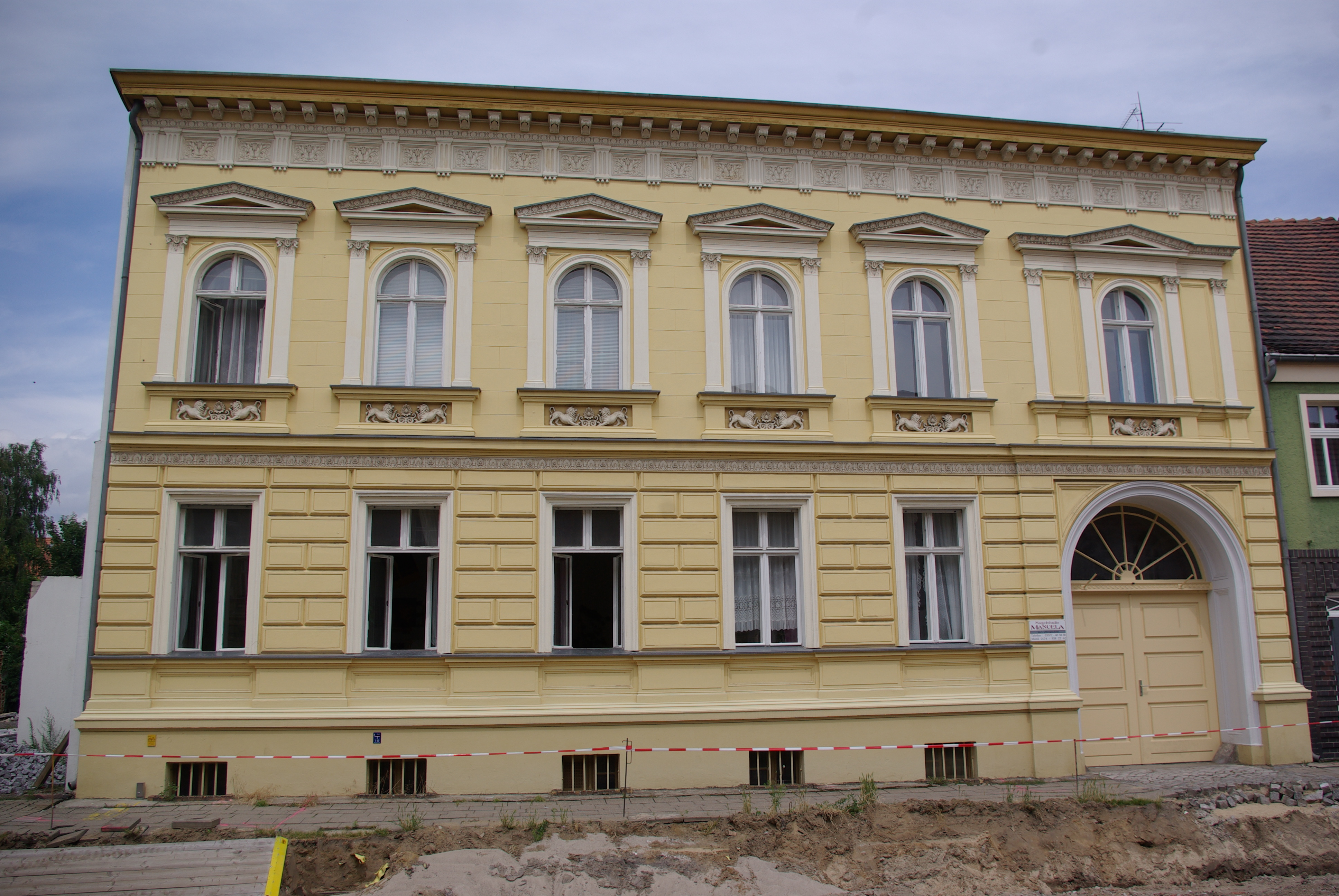
Das Haus Planeberg 5

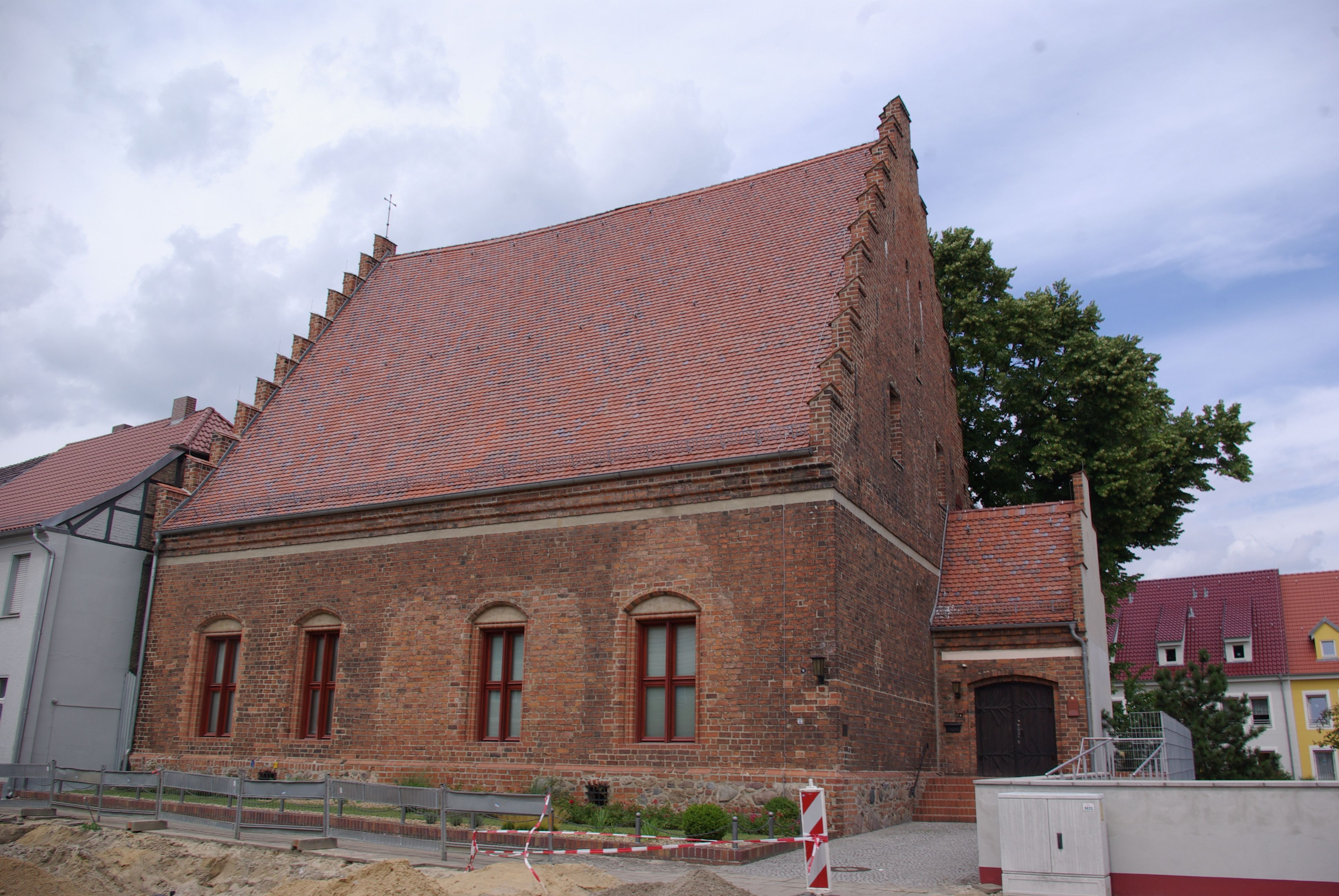
Der ehemalige Abthof des Klosters Zinna

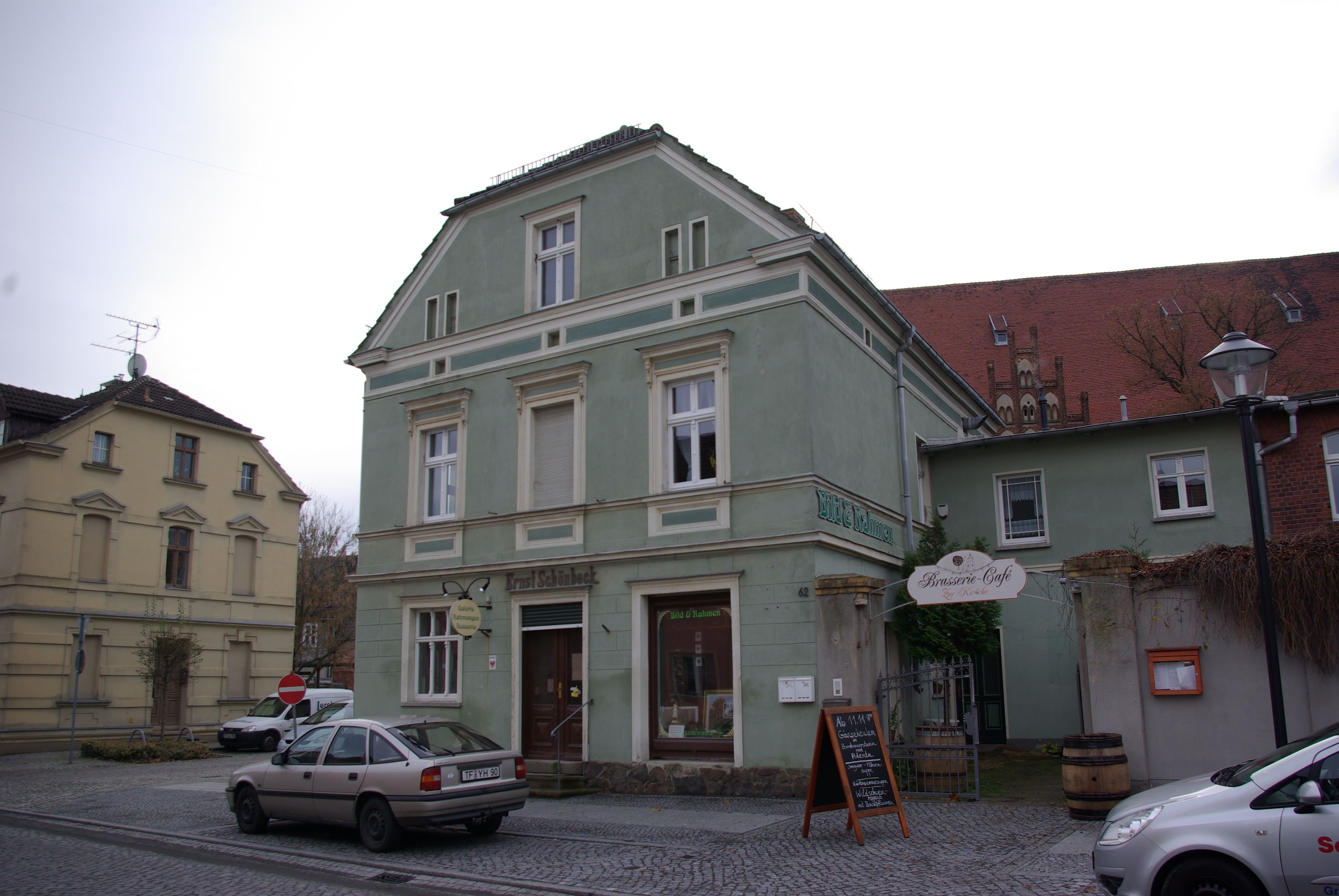
Das Haus Planeberg 62

Die Straße Planeberg liegt in Jüterbog (Bundesland Brandenburg). Sie  ist eine Hauptstraße in der Altstadt. Die Straße verläuft von der Zinnaer Straße in einem Bogen bis zur Großen Straße. Von der Straße Planeberg gehen die Straßen Große Kirchstraße, Kleine Kirchstraße, Bädergasse und die Nikolaikirchstraße ab. In der Straße sind 15 Häuser denkmalgeschützt. Eine genaue Aufstellung der denkmalgeschützten Häuser befindet sich in der Liste der Baudenkmale in Jüterbog.

## Geschichte
Die heutige Straße ist der östliche Teil der Kleine Straße (platea minor). Im Mittelalter befand sich hier der Stadthof des Klosters Zinna, der Bereich hatte bis in das Jahr 1839 dadurch einen Sonderstatus. In der Straße befand sich von 1478 bis 1800 der Rats-Marstall mit dem Stadtbullenstall. Hier waren Zuchtbullen und Pferde für Boten untergebracht. Das Frauenhaus (das städtische Bordell) befand sich im Mittelalter an der Stelle der Hausnummer 56 – 59. Auf dem Grundstück Nummer 43 stand die Poststation. Von hier wurden die Strecken nach Berlin, Cottbus und Dresden bedient.
Im Jahre 1979 wurde die Fahrbahn erneuert, dabei wurden die Alleebäume gefällt und nicht wieder ersetzt. Weiter wurde das Stadtbild durch Abriss von Häusern beeinträchtigt, so die Häuser Nummer 2–4, 43 und 60. Die Lücken sind teilweise heute noch nicht geschlossen.

## Häuser
Die Häuser Planeberg 1, 5 und 6 sind Wohnhäuser. Nummer 1 entstand 1801, Nummer 5 1870 und Nummer 6 1875. Das Haus Nummer 1 wurde saniert, heute befindet sich hier eine Kindertagesstätte. Das Haus Nummer 5 hat eine aufwändige Fassade des späten Klassizismus.
Der Stadthof des Klosters Zinna befindet sich an Nummer 9. Der Beginn des Abthofes war wahrscheinlich um 1285, 1365 wird  es das erste Mal erwähnt. Im Jahre 1478 erhielt der Hof nach dem Jüterboger Stadtbrand seine jetzige Gestalt. Ab 1954 befand sich in dem Gebäude das Jüterboger Stadtmuseum, heute befindet sich das Museum im Mönchenkloster.
Es gibt weitere Wohnhäuser aus dem 18. und 19. Jahrhundert in der Straße, die denkmalgeschützt sind. Besonders auffällig ist das Haus Nummer 36. Es ist ein Fachwerkhaus mit aufwendiger Fassade. Das Haus Planeberg 71 ist ein Jugendheim. Es entstand 1898 als Jugendheim der evangelischen Kirche.